# Ketambea permixta
Ketambea permixta är en spindelart som beskrevs av Alfred Frank Millidge och Anthony Russell-Smith 1992. Ketambea permixta ingår i släktet Ketambea och familjen täckvävarspindlar. Inga underarter finns listade i Catalogue of Life.